# Hydractinia fucicola
Hydractinia fucicola är en nässeldjursart som först beskrevs av Sars 1857.  Hydractinia fucicola ingår i släktet Hydractinia och familjen Hydractiniidae. Arten har ej påträffats i Sverige. Inga underarter finns listade i Catalogue of Life.